# 空と君のあいだに/ファイト!
「空と君のあいだに/ファイト!」（そらときみのあいだに/ファイト!）は、1994年5月14日に発売された中島みゆきの31作目のシングル。両A面シングルとして発売された。

## 制作

### 空と君のあいだに
日本テレビ系ドラマ『家なき子』の主題歌として作曲され、使用された。歌詞はドラマの主人公すずの愛犬リュウの目線から歌ったもの。中島は、「リュウの目線からは主人公のすず（君）と空しか見えてないのではないか」と想像したという。ミュージック・ビデオにも多数の犬が登場する。

### ファイト!
1983年に発表されたアルバム『予感』からのシングルカットで、当時パーソナリティとして勤めていた『中島みゆきのオールナイトニッポン』に投稿されたリスナーから送られた葉書中にある仕事での様々な経験が基になっているという逸話が流れていたが、中島は『月刊カドカワ』1991年11月号にて「番組に来た手紙は番組のものだし、歌になんて一切使ってないのにね」とはっきり否定している。
1994年に住友生命「ウィニングライフ」CMソングとして使用され、2020年にはユニクロ「ヒートテック」のCMでも使われた。また、2017年放送されたテレビ朝日系昼ドラマ『やすらぎの郷』では、劇中の告別式シーンで故人夫妻が中島ファンだったという設定で、BGMとして流されており、参列者の一人が祭壇の前で1番の歌詞を朗読するが、途中から歌い出し参列者全員で大合唱している。
中山七里の小説『闘う君の唄を』はこの曲から着想を得ている。

## 記録
ドラマ『家なき子』が高視聴率だったこともあり、オリコンの集計において、シングルでは「浅い眠り」に続いて2作目のミリオンセラーを達成した。オリコンの集計の上で累計売上枚数は146.6万枚を記録し、中島最大のヒット曲である。
またこのシングルのオリコンシングルチャート1位獲得で、3つの西暦10年代（1970年代:「わかれうた」、1980年代:「悪女」）にわたって同一名義で同チャート1位を獲得した史上初の歌手となった。

## 収録曲
| 全作詞・作曲: 中島みゆき。 |                              |            |            |          |      |
| #                          | タイトル                     | 作詞       | 作曲・編曲 | 編曲     | 時間 |
| 1.                         | 「空と君のあいだに」         | 中島みゆき | 中島みゆき | 瀬尾一三 | 5:32 |
| 2.                         | 「ファイト!」                | 中島みゆき | 中島みゆき | 井上堯之 | 7:03 |
| 3.                         | 「空と君のあいだに」(TV MIX) | 中島みゆき | 中島みゆき |          | 5:32 |
| 合計時間:                  | 合計時間:                    | 合計時間:  | 18:07      |          |      |

## 演奏者
空と君のあいだに
- Drums：青山純
- Bass：富倉安生
- E.Guitar：松原正樹
- Keyboard：倉田信雄・永田一郎
- Synthesizer Programmer：浦田恵司・中山信彦
- Saxophone：古村敏比古
- Chorus：浜田良美・土肥二郎 他

## タイアップ
| # | 曲名                 | タイアップ                                             | 出典   |
| - | -------------------- | ------------------------------------------------------ | ------ |
| 1 | 「空と君のあいだに」 | 日本テレビ系ドラマ『家なき子』主題歌                   | [ 3 ]  |
| 2 | 「ファイト!」        | 住友生命「ウィニングライフ」CMソング                   |        |
| 2 | 「ファイト!」        | 大塚製薬「カロリーメイト」CMソング                     |        |
| 2 | 「ファイト!」        | ユニクロ『ヒートテック「あったかいは力だ。」』CMソング | [ 7 ]  |
| 2 | 「ファイト!」        | サントリーBOSS「禁じられた惑星編」CMソング             | [ 12 ] |

## カバー
| アーティスト                                  | 収録作品                                                   | 発売日           |
| 空と君のあいだに                              | 空と君のあいだに                                           | 空と君のあいだに |
| --------------------------------------------- | ---------------------------------------------------------- | ---------------- |
| 槇原敬之                                      | Listen To The Music                                        | 1998年10月28日   |
| 松本大地                                      | 大地のうた 〜Na Ma Ra Love Songs                           | 2005年2月23日    |
| 山本潤子                                      | SONGS                                                      | 2007年6月6日     |
| 工藤静香                                      | MY PRECIOUS -Shizuka sings songs of Miyuki-                | 2008年8月20日    |
| 乙三                                          | お別れ                                                     | 2009年3月25日    |
| 後藤真希                                      | LOVE                                                       | 2011年5月4日     |
| 河村隆一                                      | The Voice 2                                                | 2012年8月8日     |
| 絢香                                          | 遊音倶楽部 〜1st grade〜                                   | 2013年9月4日     |
| Ms.OOJA                                       | THE HITS 〜No.1 SONG COVERS〜                              | 2015年8月19日    |
| ファイト!                                     |                                                            |                  |
| 吉田拓郎                                      | 感度良好ナイト LIVE in 武道館                              | 1997年3月21日    |
| FUKUYAMA ENGINEERNING GOLDEN OLDIES CLUB BAND | 「福山エンヂニヤリング」サウンドトラック The Golden Oldies | 2002年6月26日    |
| アナム&マキ                                   | ファイト!                                                  | 2002年10月9日    |
| 槇原敬之                                      | Listen To The Music 2                                      | 2005年9月28日    |
| 竹原ピストル                                  | BOY                                                        | 2010年6月23日    |
| Little Glee Monster                           | Colorful Monster (通常盤)                                  | 2016年1月6日     |
| a flood of circle                             | "THE BLUE" -AFOC 2006-2015- (初回限定盤)                   | 2016年2月24日    |
| 工藤静香                                      | 青い炎                                                     | 2021年3月10日    |
| 竹渕慶                                        | この歌をあなたに                                           | 2025年4月30日    |